# Azerbaijão nos Jogos Olímpicos de Verão de 2004
O Azerbaijão competiu nos Jogos Olímpicos de Verão de 2004, em Atenas, na Grécia.

## Medalhistas
| Atleta                  | Esporte | Evento                           | Medalha |
| ----------------------- | ------- | -------------------------------- | ------- |
| Farid Mansurov          | Lutas   | Greco-romana até 84 kg masculino | Ouro    |
| Fuad Aslanov            | Boxe    | Peso mosca até 51 kg masculino   | Bronze  |
| Aghasi Mammadov         | Boxe    | Peso galo até 54 kg masculino    | Bronze  |
| Irada Ashumova          | Tiro    | Pistola esportiva feminino       | Bronze  |
| Zemfira Meftakhetdinova | Tiro    | Skeet feminino                   | Bronze  |

## Desempenho

### Atletismo
Masculino
| Atleta         | Evento | Preliminar | Preliminar | Quartas-de-final | Quartas-de-final | Semifinal   | Semifinal   | Final       | Final       |
| Atleta         | Evento | Marca      | Posição    | Marca            | Posição          | Marca       | Posição     | Marca       | Posição     |
| -------------- | ------ | ---------- | ---------- | ---------------- | ---------------- | ----------- | ----------- | ----------- | ----------- |
| Teymur Gasimov | 100 m  | 11s17      | 71º        | Não avançou      | Não avançou      | Não avançou | Não avançou | Não avançou | Não avançou |